# Tanjung Morawa B
Tanjung Morawa B is een bestuurslaag in het regentschap Deli Serdang van de provincie Noord-Sumatra, Indonesië. Tanjung Morawa B telt 14.709 inwoners (volkstelling 2010).